# Kanan
Kanan (jap. 河南町 Kanan-chō) – miasto w Japonii, na wyspie Honsiu, w prefekturze Osaka. Według danych na rok 2020 miejscowość zamieszkiwało 15 697 mieszkańców , a gęstość zaludnienia wyniosła 621,4 os./km².